# 崔英一
崔英一（1966年4月25日—），出生于韩国庆尚南道，曾经是韩国足球运动员，现为足球教练，目前执教韩国大学球队东亚大学。

## 球员生涯
崔英一职业生涯的大部分时间都在蔚山现代效力，后来又在釜山大宇两个赛季。1999年，他来到中国，加盟辽宁抚顺。
崔英一曾代表韩国国家队参加1994年世界杯和1998年世界杯。

## 教练生涯
退役后，崔英一开始担任大学球队东亚大学的主教练。